# 27983 Bernardi
27983 Bernardi este un asteroid din centura principală de asteroizi.

## Descriere
27983 Bernardi este un asteroid din centura principală de asteroizi. A fost descoperit pe 26 octombrie 1997 la Cima Ekar de Andrea Boattini și Maura Tombelli. Asteroidul prezintă o orbită caracterizată de o semiaxă mare de 2,59 ua, o excentricitate de 0,15 și o înclinație de 3,4° în raport cu ecliptica.